# Норберт Гошнянські
Норберт Гошнянські (угор. Hosnyánszky Norbert; нар. 4 березня 1984) — угорський ватерполіст, олімпійський чемпіон.

## Виступи на Олімпіадах
| Олімпіада   | Дисципліна | Місце |
| ----------- | ---------- | ----- |
| Пекін 2008  | водне поло | 1     |
| Лондон 2012 | водне поло | 5     |
| Ріо 2016    | водне поло | 5     |
| Токіо 2020  | водне поло | 3     |